# فزر روماني
الفزر الروماني (باللاتينية: Sideritis romana) نوع نباتي يتبع جنس الفزر من الفصيلة الشفوية.

## الموئل والانتشار
موطنه بلاد الشام والمغرب العربي وتركيا وجنوب أوروبا.

## مرادفات للاسم العلمي
- (باللاتينية: Burgsdorfia romana (L.) Hoffmanns. & Link)
- (باللاتينية: Burgsdorfia rigida Moench)
- (باللاتينية: Fracastora spathulata (Lam.) Bubani)
- (باللاتينية: Hesiodia romana (L.) Samp.)
- (باللاتينية: Sideritis approximata Gasp. ex Guss.)
- (باللاتينية: Sideritis mutica Boiss.)
- (باللاتينية: Sideritis romana var. approximata (Gasp. ex Guss.) Nyman)
- (باللاتينية: Sideritis romana var. lazae Socorro, I.Tarrega & Zafra)
- (باللاتينية: Sideritis romana subsp. romana)
- (باللاتينية: Sideritis spathulata Lam.)
- (باللاتينية: Stachys romana (L.) E.H.L.Krause)